# دييغو ألميدا
دييغو ألميدا هو لاعب كرة قدم إكوادوري، ولد في 2004 في روبي في إسبانيا.

## وصلات خارجية
- دييغو ألميدا على موقع قاعدة بيانات كرة القدم.إي يو (الإنجليزية)
- دييغو ألميدا على موقع ناشيونال فوتبول تيمز (الإنجليزية)
- دييغو ألميدا على موقع Soccerway.com (الإنجليزية)
- دييغو ألميدا على موقع عالم كرة القدم.نت (الإنجليزية)